# Don't Care
Don't Care (česky Nestarej se) je první EP americké death metalové skupiny Obituary. Vydáno bylo v roce 1994 hudebním vydavatelstvím Roadrunner Records. Obsahuje tři skladby – dvě z následně vydaného alba World Demise (Don't Care a Solid State) a jednu zcela novou (Killing Victims Found).
Pro stejnojmennou skladbu Don't Care byl vytvořen videoklip.

## Seznam skladeb
1. Don't Care – 3:12
2. Solid State – 4:39
3. Killing Victims Found – 5:05

## Sestava
- John Tardy – vokály
- Allen West – kytara
- Trevor Peres – kytara
- Frank Watkins – baskytara
- Donald Tardy – bicí